# 弓野焼

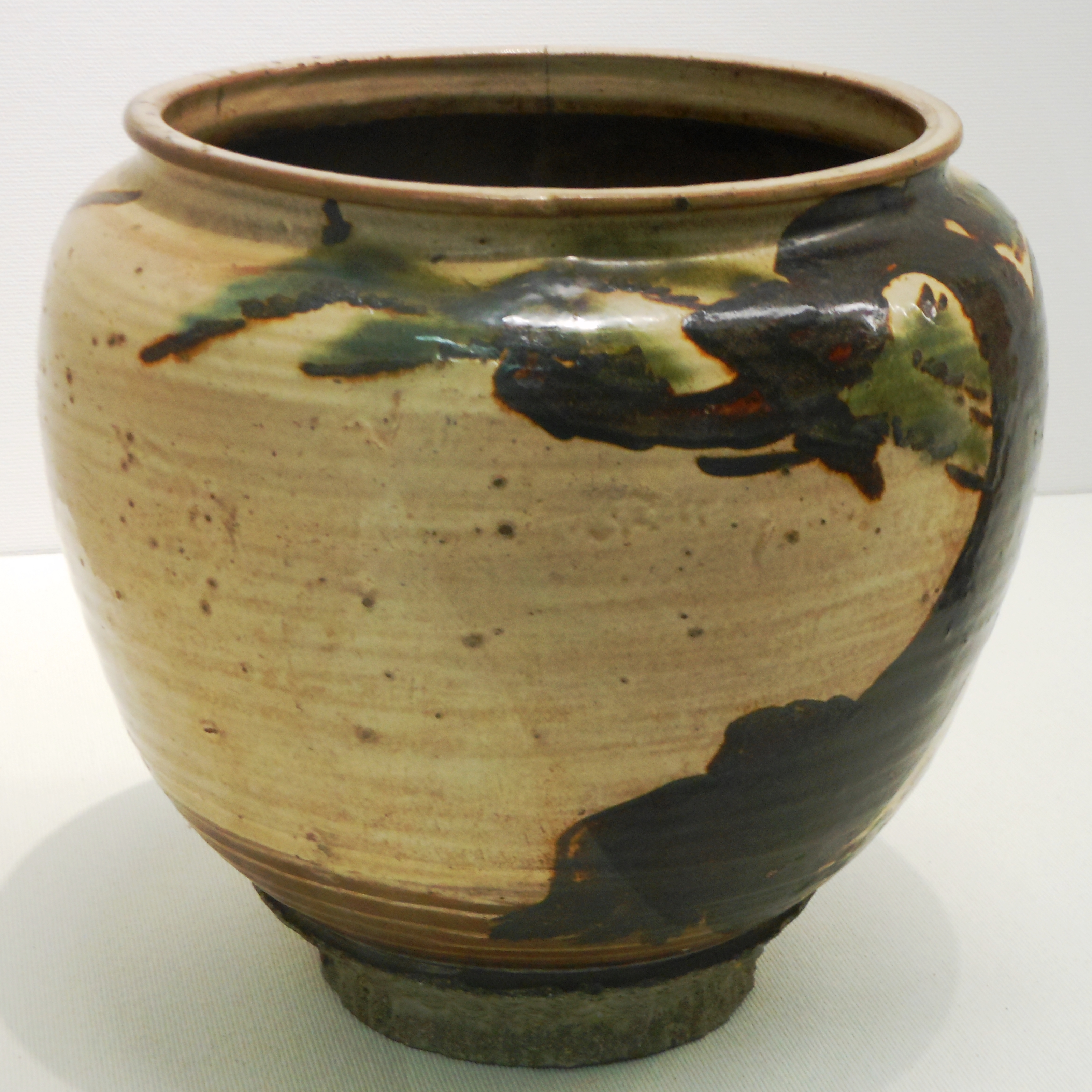
弓野焼「鉄絵緑彩松絵大甕」（てつえりょくさいまつえ おおがめ）

弓野焼（ゆみのやき）は、肥前国（現、佐賀県）の藤津郡弓野で焼かれた陶磁器。

## 概要
江戸時代の初め頃に窯が開かれたとされているが、現在はすでに廃絶している。弓野焼は、胎土に鉄分が多く表面が茶色であるため、表面に白化粧土を刷毛掛けして白く塗って素地を作る。 下部には鉄釉を掛けて地面に見立てるか、鉄釉の上に白化粧土で波状文を描いて浜辺を表現し、その上に幹の太い老松を力強い線で大きく描く。 江戸時代の終わり頃、弓野焼の職人が福岡県みやま市に招かれ、「二川焼」として窯を再興した。二川焼では弓野焼に似た松絵の甕などが引き継がれた。
焼成温度が低く、胎土が軟らかいため傷が入りやすく、完全な形で残っているものは少ない。そのため「幻の焼き物」とも言われる。松の絵が描かれた甕が多く、「弓野の松絵」として知られる。